# Hobbach

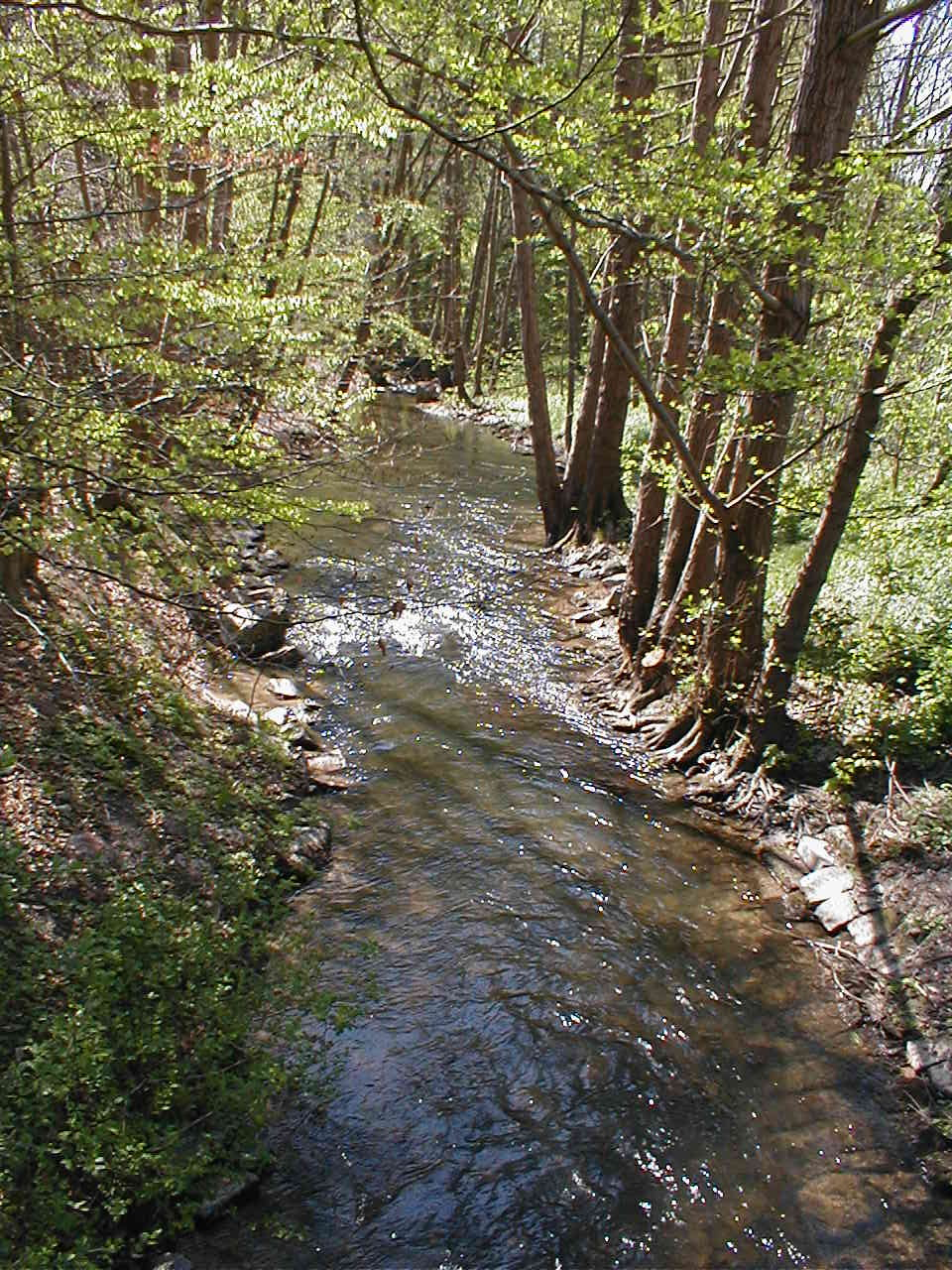
Das Flüsschen Elsava bei Hobbach

Hobbach ist ein Gemeindeteil des Marktes Eschau im unterfränkischen Landkreis Miltenberg in Bayern.

## Geographie
Das Kirchdorf Hobbach liegt im südwestlichen Teil des Spessarts im Tal der Elsava. Bekannte Städte in der Umgebung sind Aschaffenburg und Obernburg am Main. Durch den Ort führt die Staatsstraße 2308.
Die Gemarkung Hobbach grenzt an den Weiler Unteraulenbach und an die Waldungen der Familie von Mairhofen mit dem Wasserschloss Oberaulenbach. Der Neuhammer, ein ehemaliger Eisenhammer der Familie Rexroth, zur Nachbargemeinde Dammbach im Landkreis Aschaffenburg gehörend, grenzt nordöstlich an die Gemarkung Hobbach. Nördlich von Hobbach grenzen Waldungen an die Gemeinde Heimbuchenthal im Landkreis Aschaffenburg.

### Nachbargemarkungen
Folgende Gemarkungen grenzen an das Ortsgebiet von Hobbach:
|             | Heimbuchenthal                              | Wintersbach   |
| Eichelsbach | Kompassrose, die auf Nachbargemeinden zeigt |               |
| Sommerau    | Eschau                                      | Oberaulenbach |

## Geschichte

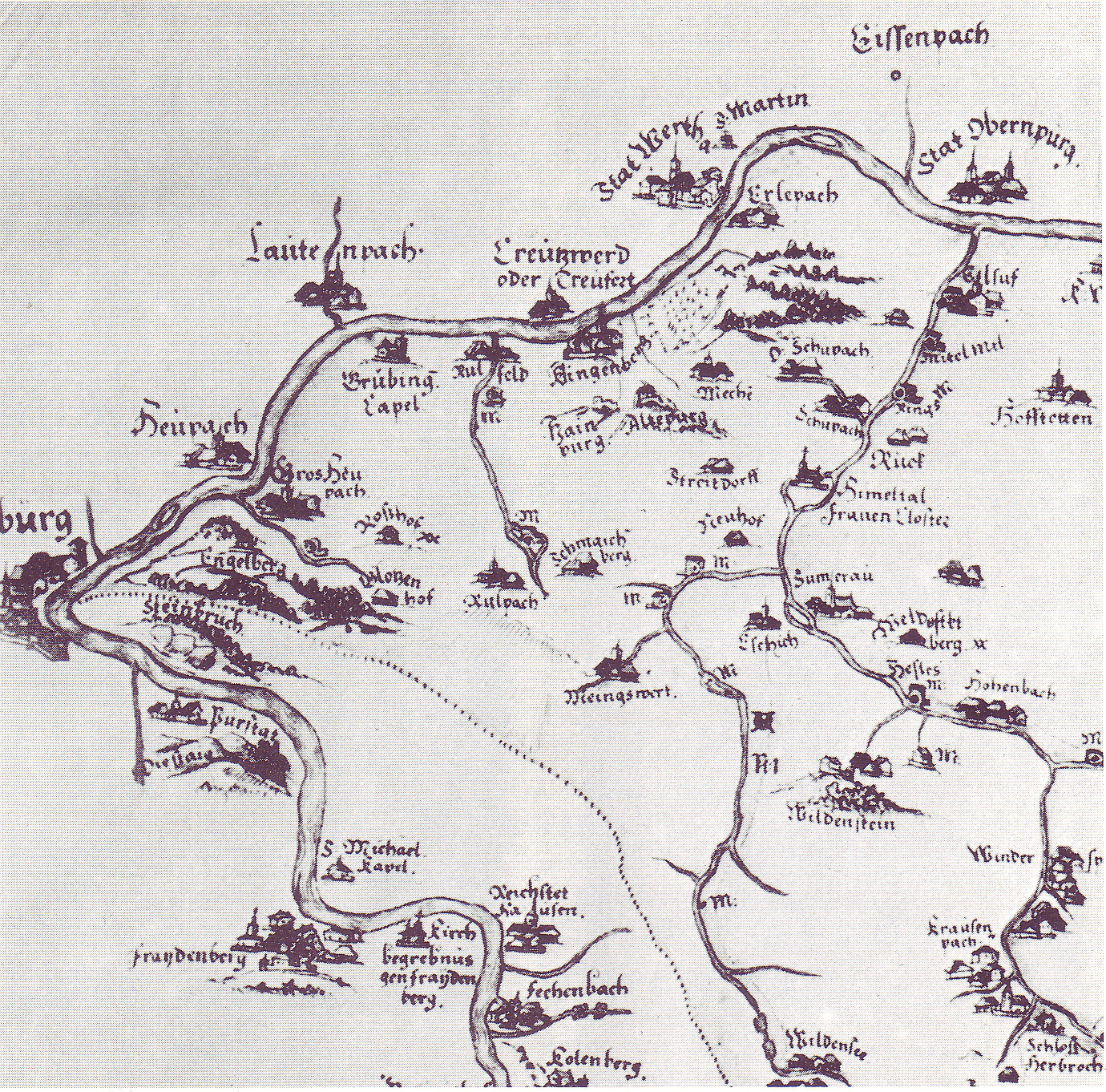
Hobbach („Hohenbach“) in der Karte des Spessarts von Paul Pfinzing von 1594 (Norden ist rechts)

### Name und Entstehung des Orts
Der Name Hobbach stammt von dem Namen Hofbach ab. Hofbach ist eine Bezeichnung, die sich aus Streudorf herleiten lässt. Hobbach bestand aus vielen entfernt voneinander liegenden Höfen. Während der Ort im Jahre 817 noch den Namen Hobbahe trug, war er im Jahr 1248 unter dem Namen Hoinbuch bekannt. Hieraus wurden im Jahre 1468 die Namen Hoenbach sowie schließlich im Jahr 1594 der Name Hohenbach. Allerdings wurde die Gemarkung auch Hoppach, Hopach oder Hobach benannt.
Die Ritterortschaft wurde 817 erstmals urkundlich mit dem Namen Hobbahe erwähnt und wechselte ihren Namen häufig. Die Geschichte Hobbachs war vom frühen Mittelalter bis 1814 durch die Landeshoheit der Kurfürsten von Mainz geprägt.
Im Jahr 1862 wurde das Bezirksamt Obernburg gebildet, auf dessen Verwaltungsgebiet Hobbach lag. Wie überall im Deutschen Reich wurde 1939 die Bezeichnung Landkreis eingeführt. Hobbach war nun eine der 35 Gemeinden im Landkreis Obernburg am Main (Kfz-Kennzeichen OBB). Mit Auflösung des Landkreises Obernburg kam Hobbach 1972 in den neu gebildeten Landkreis Miltenberg (Kfz-Kennzeichen MIL).
Die ehemals eigenständige Gemarkung Hobbach mit einer Gebietsfläche von 5 km² wurde am 1. Mai 1978 durch die Gebietsreform in den Markt Eschau eingegliedert.

### Vom Eisenhammer zum Schullandheim

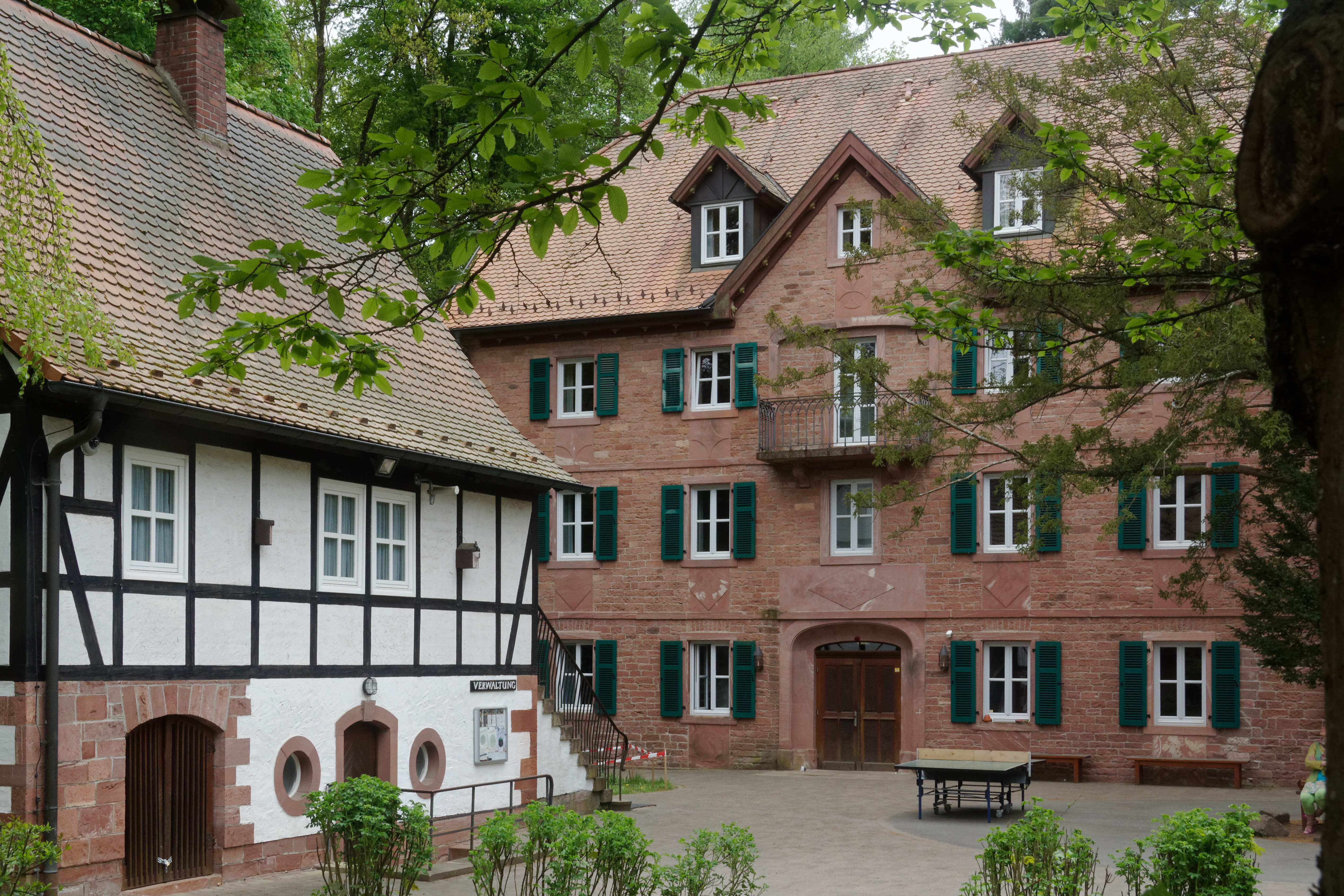
Schullandheim Hobbach, das Gebäude rechts ist die ehemalige Villa Elsava

Ab 1700 entstand ein erster Eisenhammer am Ufer der Elsava. Ihm folgte 1767 das „Untere Eisenwerk Hobbach“. 1876 kaufte Konrad Lahr den bankrotten Hobbacher Hammer von den Rexroths und betrieb neben der Landwirtschaft ein Sägewerk, der Hammerbetrieb erlosch 1888 vollends. Ein um das Jahr 1830 von Johann Ludwig Rexroth erbautes Herrenhaus wurde in den Jahren 1870 bis 1876 von Wilhelmine Lahr, Schwester des Arztes Dr. Richard Wehsarg und Gattin des Hammerherren, unter dem Namen „Villa Elsava“ als Kurheim betrieben. Danach als Hotel genutzt, wurde es von den Erben dem Landkreis Main-Spessart vermacht. Die Gebäude des ehemaligen Eisenhammers und die Villa Elsava wurden nach dem Zweiten Weltkrieg als Altenheim genutzt. Seit dem Jahr 1984 besteht ein Schullandheim des Schullandheimwerks Unterfranken e. V. mit 135 Betten. Das im Jahr 1991 eingerichtete Umweltlabor – heute Roland-Eller-Umweltzentrum – bietet Projekte zur Umwelt- und Naturpädagogik an. Im März 2007 wurde es um eine Wasserschule erweitert. Diese wurde in den Jahren 2006/2007 und 2007/2008 als Projekt zur UN-Dekade der Biodiversität ausgezeichnet.

## Religionen
Hobbach ist römisch-katholisch geprägt: Zwei Kirchen und zwei Kapellen sind die einzigen Sakralbauten des Orts. Die katholischen Christen gehören zur Pfarrei St. Laurentius Sommerau. Evangelische Christen werden von der evangelisch-lutherischen Kirchengemeinde Eschau versorgt.
Eine jüdische Gemeinde bestand etwa von 1700 bis 1920.

### St. Johannes der Täufer in der Renaissance
In der zweiten Hälfte des 16. Jahrhunderts bestand bereits eine Kapelle mit 6,5 m Länge und 3 m Breite und kaum höher als ein einstöckiges Wohnhaus. Die Kapelle hatte ein ziegelgedecktes Satteldach mit einem Dachreiter. Sie hatte einen Altar. Aufgrund des kleinen Raumes konnten nur wenige Bürger dem Gottesdienst beiwohnen. Damals war es üblich, dass die Hobbacher Gläubigen die Pfarrkirche St. Laurentius in Sommerau zum sonntäglichen Gottesdienst besuchten. Die Steine der abgebrochenen Kapelle wurden für die Friedhofsmauer verwendet und der Altar wurde in der neuen Kirche als Seitenaltar genutzt. Der damalige Friedhof lag im direkten Umfeld der Kirche.

### St. Johannes der Täufer in der Barockzeit

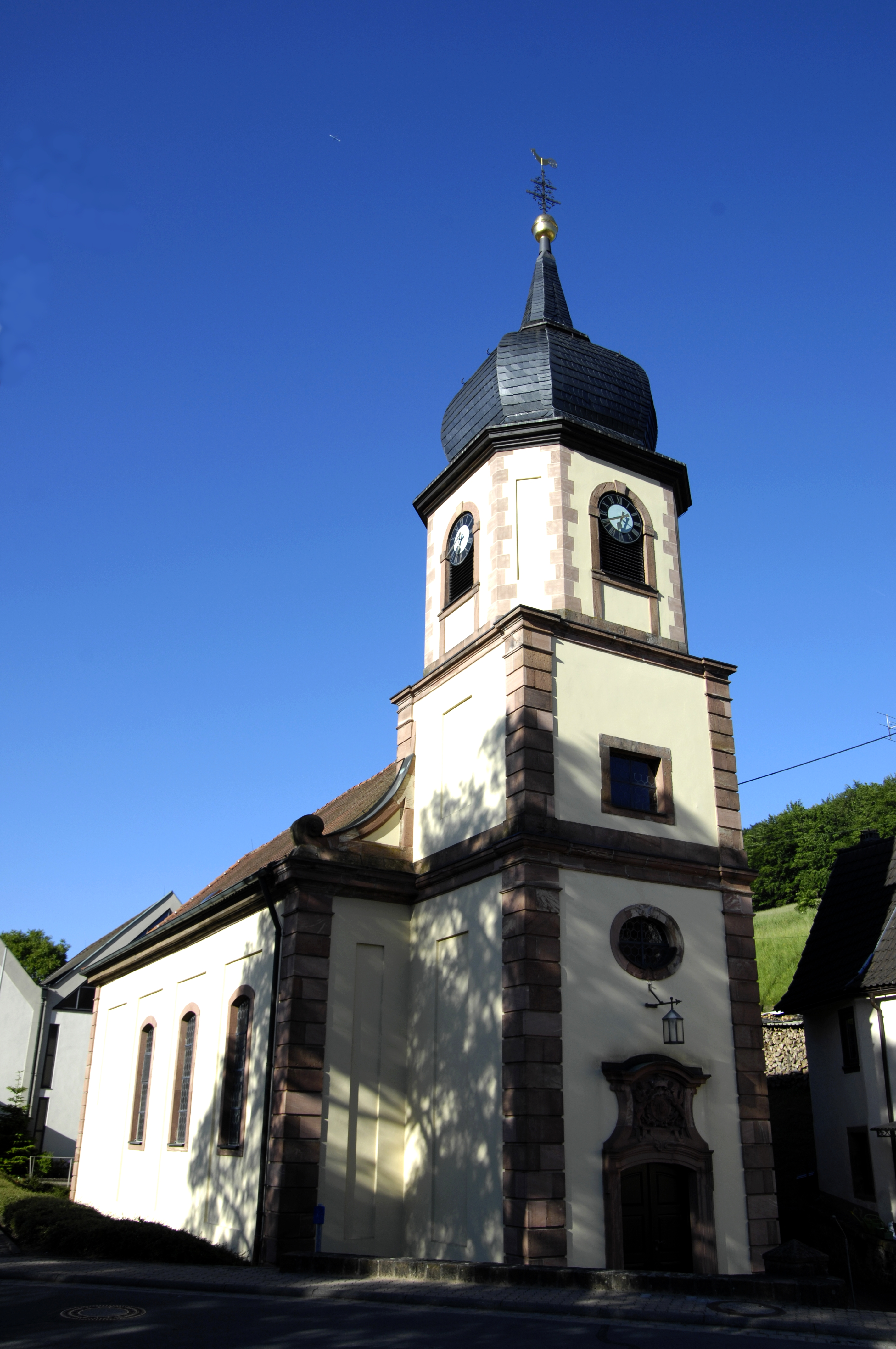
Alte Filialkirche St. Johannes der Täufer in Hobbach

Die im Volksmund genannte „Alte Kirche“ wurde vom Miltenberger Baumeister Johan Martin Schmidt in der Rokokozeit geplant und vom Aschaffenburger Mauermeister Franz Bokorni ausgeführt. Der Bau kostete 2130 Gulden und 30 Kreuzer; zudem wurden 587 Gulden an Schreinermeister Johann Georg gezahlt, der drei Altäre, Kanzel, Stühle und Schränke anfertigte. Die Einweihung erfolgte am 2. September 1766 durch den Mainzer Weihbischof Christoph Nebel.
Urkundlich von J. Georg als „Meine Capellen“ erwähnt, wurde das Gebäude von ihm mit Altargeräten und Kirchenschmuck ausgestattet, inklusive der Stiftung des Hauptaltars mit 250 fl., der Orgel mit 200 fl., drei Messgewändern, einer silbernen Monstranz und zwei Kelchen. Er fügte zusätzlich vier Gulden aus seinem Privatvermögen zum Bau hinzu. Dieser wurde im Jahr 1759 konsekriert. Der Kirchenbau sollte den Schutzpatron des deutschen Vaterlandes, Johannes der Täufer, näher zur Ortschaft bringen und vor allem der Größe der Einwohnerzahl entsprechen.
Den Bau der Kirche steuerte Franz Lothar, Freiherr von Mairhofen an. Bis zu sechs verschiedene Erbauer geben sich mit den Symbolen K, Z, H, I, W, + zu erkennen. In die goldenen Kugeln auf den Kirchendächern wurden wertvolle Urkunden, Münzen und Familienschmuck gelegt.
Das Wappen über dem Eingang stammt vom Freiherrn des Dorfes. Das Innere der Kirche ist im Barockstil eingerichtet. Statuen und Gemälde zieren das Gebäude, wie z. B. zwei Ölgemälde des Hochaltars von dem bekannten Maler Johann Conrad Seekatz. Die Kirche überdauerte den Ersten und den Zweiten Weltkrieg. Im Jahre 1955 wurden vier neue Glocken eingesetzt, da die alten dem Krieg zum Opfer gefallen waren.
Die Kirche ist das Wahrzeichen des Ortes. Auch eine Weihnachtsgeschichte von ihr ist bekannt.

### Mariä Heimsuchung
Im Jahr 1959 wurde ein Neubau der Kirche als Anbau geplant. Er sollte modern und schlicht werden. Aus Platznot baute man das neue Gebäude über die Elsava. Das großräumige Kirchenschiff erhielt den Spitznamen „Turnhalle“. Anfangs zierten noch bunte Kirchenfenster die Kirche. Als Vorbild dienten die Fenster des Bamberger Doms. Da die Glasscheiben undicht waren, wurden sie durch farblose Fenster ersetzt. Die Kirche Mariä Heimsuchung wurde am 5. Dezember 1964 durch den Würzburger Weihbischof Alfons Kempf eingeweiht.

## Wirtschaft und Infrastruktur

### Verkehr
Durch Hobbach führt die Staatsstraße 2308. Im Jahr 1910 wurde der Ort durch die Bahnstrecke Obernburg-Elsenfeld–Heimbuchenthal erschlossen, die aber 1968 eingestellt wurde.

### Gewerbegebiet Dillhof
Um 1975 entstand das Gewerbegebiet Dillhof. Es ist benannt nach einem ehemaligen Bauernhof, der in der Nähe zu Unteraulenbach lag und um 1920 abgebrochen wurde. Eine Karte von 1746 und ein Foto des Wasserwirtschaftsamtes vom 30. Dezember 1919 belegen den Standort und die Existenz des Dillhofs.
Nach der Firma Fenster Herrmann siedelte sich auch das Sägewerk Bachmann aus Wintersbach-Neuhammer an. Später kamen weitere Unternehmen wir Kinetics und Gerlach Gerüstbau dazu.
In der Nähe des Gewerbegebiets befindet sich ein Fußballplatz in den Bruchwiesen an der Elsava, der bereits 1961 angelegt wurde.
70 % des Einkommens der Gemeinde Eschau wird in Hobbach erwirtschaftet.

### Hobbocher Blättsche und Bürgerstammtisch
Das Hobbocher Blättsche ist als örtliches Informationsblatt seit 2011 erhältlich. Es dient dazu, den Hobbacher Bürgern sowohl historische als auch aktuelle Informationen zu vermitteln.
Der Bürgerstammtisch befasst sich mit der Dorferneuerung sowie der gerechten Mittelverteilung von Gütern und Finanzmitteln in der Gemeinde Eschau. Unter anderem setzt sich der Stammtisch für die Veranstaltung neuer Feste ein. Die daraus gewonnenen Mittel werden an gemeinnützige Organisationen wie z. B. den Kindergarten „Zwergenvilla“ in Hobbach oder das Bayerische Rote Kreuz in Eschau gespendet.

### Öffentliche Einrichtungen
Das Gemeinschaftshaus Hobbach war früher Volksschule und Rathaus. Heute befindet sich darin unter anderem ein Kindergarten.

## Brauchtum
In Hobbach gibt es nicht nur einen Maibaum, sondern sogar drei. Der Brauch des Maibaumaufstellens hängt mit dem „Tanz in den Mai“ zusammen, der nach dem Zweiten Weltkrieg zunächst im zentral gelegenen Neuhammer, dem heutigen Schullandheim, stattfand. Später wurde das Fest zum Feuerwehrhaus verlegt. Nach einem Unfall im Jahr 2003 wurden neue Maibaum-Standorte gefunden, u. a an den Gasthäusern.

## Persönlichkeiten

### Ehrenbürger
- Peter Seubert (1908–2001) war Pfarrer in der Pfarrei „St. Laurentius“ Sommerau von 1957 bis 1975. Unter seiner aktiven Mithilfe wurde Ende der 1950er Jahre in Sommerau das neue Pfarrhaus und 1963/64 in Hobbach die neue Kirche „Mariä Heimsuchung“ gebaut. Ehrenbürger der Gemeinde Hobbach wurde er 1976. Seubert ist im Priestergrab auf dem Sommerauer Friedhof bestattet.

### Söhne und Töchter der Gemeinde
- Klaus Miltenberger (* 1963; † 2024[8]), Erziehungswissenschaftler und Spieleautor
- Berthold Rüth (* 1958) Politiker (CSU) und Mitglied des Bayerischen Landtags